# محمد الحسن الحموي
جمال الدين أبو العزم محمد الحسن بن أحمد بن محمد السمّان الحسيني الحموي (1877 - 1935 م) (1294 - 1354 هـ) عالم مسلم ومتصوف وكاتب وشاعر سوري. ولد في حماة وتعلم في الأزهر ثم عاد إلى وطنه وأنشأ فيها مدرسة سمّاها الكليّة الإسلامية الحرّة. ثم انتقل إلى مصر ثانيةً وعمل في التدريس إلى ما بعد الحرب العالمية الأولى، ثم عاد إلى حماة وعمل مديرًا لمدرسة أهليّة، فأمينًا لإحدى المكتبات. له ديوان والعديد من المؤلفات.

## سيرته
ولد جمال الدين أبو العزم محمد الحسن (أو محمد بن الحسن) بن أحمد بن محمد السمان المكنى بأبي العزم الحسيني الحموي سنة 1877 م / 1294 هـ في مدينة حماة بسنجق حماة من ولاية سوريا العثمانية ونشأ بها. تعلم القرآن في الكتّاب، وتلقى دراسته الابتدائية فيها، ثم دخل المدرسة الرشدية، ولم يكمل دراسته بها، فتلقى العلوم العربية والدينية على علماء حماة. وفي سنة 1887 دخل المدرسة السعيدية بحماة، وتلقى اللغة العربية والفارسية والتركية ونال الشهادة سنة 1890. كما تعلم التاريخ عن محمد نوري الكيلاني. 

ثم سافر إلى تركيا أوائل عام 1885، وقد تعلم التركية خلال ذلك، ثم سافر إلى مصر عام 1897 للدراسة في الأزهر، حيث نال إجازته.

عمل مأمورًا لشعبة البريد ببيروت أواخر سنة 1895، ثم معلمًا ابتدائيًا في حماه في 1896. عمل محررًا للمقالات ونسخ الكتب بالأجر أيام إقامته في القاهرة وخلال دراسته في الأزهر. أقام في حلوان في 1899 وعمل مدرسًا خصوصيًا لبعض أبناء الأسرة العلوية حتى عام 1912.

رجع إلى حماة وأنشأ فيها مدرسة أسماها الكلية الإسلامية الحرة قبل الحرب الأولى. وبعد انتهاء الحرب، عمل مديرًا لمدرسة الهداية في سنة 1922 ثم كاتبًا في المحكمة الشرعية من 1924 حتى 1926. عين إمامًا لدار الحكومة بحماة في 1927، وأمينًا لمكتبة أهلية، ورعى الأيتام في حماة.

أسس في مصر جمعية الرياض الأزهرية وكان خطيبها، غير أن شيخ الأزهر أوقف نشاطها. أخذ العهد من الطريقة القادرية والنقشبندية والشاذلية.

توفي محمد الحسن الحموي في مسقط رأسه سنة 1935 هـ/ 1354 هـ. 

## جوائزه
- منحه رئيس جمهورية فرنسا بول ديشانيل لقب دكتور، كما أنعم عليه بوسام العلم، وذلك بعد ترجمة أحد كتبه إلى الفرنسية، وهو كتاب عقيدة الحموي.[2]

## مهنته السياسية - الأدبية
كان محبًا للحزب الوطني المصري ورئيسه محمد فريد، فكتب وخطب ونظم الشعر دعمًا له ووضع أول نشيد باسم سعد زغلول باشا. هنأ بالدستور العثماني، ومدح دعاة الحرية، وهاجم الاحتلال البريطاني لمصر، كما هاجم الاستعمار الإيطالي في ليبيا، ومدح الوطنيون المصريين، وكانت له مشاركات في الصحافة السياسية المصرية.

ذكره عبد العزيز البابطين في معجمه ووصفه أسلوبه في الأدب «شعره ترنيمة في حب مصر، مقدِّر لدور مصر على المستويين العربي والإسلامي، ولدور زعمائها . وله شعر في المديح النبوي يبرز من خلاله مكانة النبي (ص) عند ربه، معرجًا في ذلك على رحلتي الإسراء والمعراج، وما كان فيهما من تكريم (ص). مناهض للمعتدين، وداع إلى مقاومتهم، وله في التشطير الشعري. تتسم لغته باليسر، مع ميلها إلى المباشرة، وخياله قريب. نظم الموشح والنشيد أيضًا.»

## مؤلفاته
وضع فهرسًا لمؤلفاته قبل وفاته بعامين. منها:
- ديوان الحمويات
- جمال المعاني في الديوان الثاني
- عقيدة الحموية ، تُرجم إلى الفرنسية وقدّمه إلى رئيس جمهوريّة فرنسا في حينه بول دو شانيل، فمُنح لقب دكتور
- سلوان الأديب وتفريج الهموم عن الغريب
- مطرب الأخيار في التواشيح والأناشيد والأدوار
- حي على الفلاح لسماع تغريد الصباح ، تخميس على أرجوزة تقي الدين ابن حجة الحموي
- بستان الزهاد اليانع بأزهار الأوراد
- الهدية الحموية إلى السادة الحبيبية
- أنور الأثير في تفسير اقتربت الساعة وانشق القمر
- الأربعون الحموية في الأحاديث الصحيحة النبوية
- فلسفة الحياة
- معجم الأديبات الشواعر
- المبادئ الحموية في المحاورات النحوية

## وصلات خارجية
- في بوابة الشعراء